# Nazionale maschile di calcio di Grenada
La nazionale di calcio di Grenada è la rappresentativa calcistica nazionale dell'omonima isola caraibica, posta sotto l'egida della Grenada Football Association ed affiliata alla CONCACAF.
Date le esigue dimensioni dello stato d'appartenenza e la scarsa tradizione calcistica locale, la nazionale grenadina è tecnicamente povera: occupa infatti il 175º posto del ranking FIFA, non si è mai qualificata ad una fase finale della Coppa del Mondo, e ha preso parte a tre edizioni della Gold Cup, rispettivamente nel 2009, nel 2011 e nel 2021, uscendo in tutti i casi nella fase a gironi.
Nel suo palmarès figurano due secondi posti alla Coppa dei Caraibi, rispettivamente nel 1989 e nel 2008.

## Partecipazioni ai tornei internazionali
Legenda: Grassetto: Risultato migliore, Corsivo: Mancate partecipazioni

### Campionato CONCACAF
Gli Spice Boys non hanno mai centrato la qualificazione al Campionato CONCACAF, l'antenato della Gold Cup, pur avendo tentato di accedere alla fase finale in due occasioni.

### Coppa dei Caraibi
La nazionale grenadina ha partecipato a sei edizioni della Coppa dei Caraibi: i risultati migliori sono arrivati nel 1989 e nel 2008, quando è stata sconfitta in finale.

## Statistiche dettagliate sui tornei internazionali

### Mondiali
| Anno | Luogo                          | Piazzamento                         | V | N | P | Gol |
| ---- | ------------------------------ | ----------------------------------- | - | - | - | --- |
| 1938 | Francia                        | Non partecipante                    | - | - | - | -   |
| 1950 | Brasile                        | Non partecipante                    | - | - | - | -   |
| 1954 | Svizzera                       | Non partecipante                    | - | - | - | -   |
| 1958 | Svezia                         | Non partecipante                    | - | - | - | -   |
| 1962 | Cile                           | Non partecipante                    | - | - | - | -   |
| 1966 | Inghilterra                    | Non partecipante                    | - | - | - | -   |
| 1970 | Messico                        | Non partecipante                    | - | - | - | -   |
| 1974 | Germania Ovest                 | Non partecipante                    | - | - | - | -   |
| 1978 | Argentina                      | Non partecipante                    | - | - | - | -   |
| 1982 | Spagna                         | Non qualificata                     | - | - | - | -   |
| 1986 | Messico                        | Ritirata prima delle qualificazioni | - | - | - | -   |
| 1990 | Italia                         | Non partecipante                    | - | - | - | -   |
| 1994 | Stati Uniti                    | Non partecipante                    | - | - | - | -   |
| 1998 | Francia                        | Non qualificata                     | - | - | - | -   |
| 2002 | Giappone / Corea del Sud       | Non qualificata                     | - | - | - | -   |
| 2006 | Germania                       | Non qualificata                     | - | - | - | -   |
| 2010 | Sudafrica                      | Non qualificata                     | - | - | - | -   |
| 2014 | Brasile                        | Non qualificata                     | - | - | - | -   |
| 2018 | Russia                         | Non qualificata                     | - | - | - | -   |
| 2022 | Qatar                          | Non qualificata                     | - | - | - | -   |
| 2026 | Canada / Stati Uniti / Messico | Non qualificata                     | - | - | - | -   |

### Campionato CONCACAF/Gold Cup
| Anno | Luogo                               | Piazzamento                         | V | N | P | Gol  |
| ---- | ----------------------------------- | ----------------------------------- | - | - | - | ---- |
| 1963 | El Salvador                         | Non partecipante                    | - | - | - | -    |
| 1965 | Guatemala                           | Non partecipante                    | - | - | - | -    |
| 1967 | Honduras                            | Non partecipante                    | - | - | - | -    |
| 1969 | Costa Rica                          | Non partecipante                    | - | - | - | -    |
| 1971 | Trinidad e Tobago                   | Non partecipante                    | - | - | - | -    |
| 1973 | Haiti                               | Non partecipante                    | - | - | - | -    |
| 1977 | Messico                             | Non partecipante                    | - | - | - | -    |
| 1981 | Honduras                            | Non qualificata                     | - | - | - | -    |
| 1985 | Itinerante                          | Ritirata prima delle qualificazioni | - | - | - | -    |
| 1989 | Itinerante                          | Non partecipante                    | - | - | - | -    |
| 1991 | Stati Uniti                         | Non partecipante                    | - | - | - | -    |
| 1993 | Stati Uniti / Messico               | Non qualificata                     | - | - | - | -    |
| 1996 | Stati Uniti                         | Non qualificata                     | - | - | - | -    |
| 1998 | Stati Uniti                         | Non qualificata                     | - | - | - | -    |
| 2000 | Stati Uniti                         | Non qualificata                     | - | - | - | -    |
| 2002 | Stati Uniti                         | Non qualificata                     | - | - | - | -    |
| 2003 | Stati Uniti / Messico               | Non qualificata                     | - | - | - | -    |
| 2005 | Stati Uniti                         | Non qualificata                     | - | - | - | -    |
| 2007 | Stati Uniti                         | Non qualificata                     | - | - | - | -    |
| 2009 | Stati Uniti                         | Primo turno                         | 0 | 0 | 3 | 0:10 |
| 2011 | Stati Uniti                         | Primo turno                         | 0 | 0 | 3 | 1:15 |
| 2013 | Stati Uniti                         | Non qualificata                     | - | - | - | -    |
| 2015 | Stati Uniti / Canada                | Non qualificata                     | - | - | - | -    |
| 2017 | Stati Uniti                         | Non qualificata                     | - | - | - | -    |
| 2019 | Stati Uniti / Costa Rica / Giamaica | Non qualificata                     | - | - | - | -    |
| 2021 | Stati Uniti                         | Primo turno                         | 0 | 0 | 3 | 1:11 |
| 2023 | Stati Uniti / Canada                | Non qualificata                     | - | - | - | -    |

### Olimpiadi
| Anno | Luogo   | Piazzamento      | V | N | P | Gol |
| ---- | ------- | ---------------- | - | - | - | --- |
| 1936 | Berlino | Non partecipante | - | - | - | -   |
| 1948 | Londra  | Non partecipante | - | - | - | -   |

- Nota bene: per le informazioni sui risultati ai Giochi olimpici nelle edizioni successive al 1948 visionare la pagina della nazionale olimpica.

### Confederations Cup
| Anno | Luogo                    | Piazzamento     | V | N | P | Gol |
| ---- | ------------------------ | --------------- | - | - | - | --- |
| 1992 | Arabia Saudita           | Non invitata    | - | - | - | -   |
| 1995 | Arabia Saudita           | Non invitata    | - | - | - | -   |
| 1997 | Arabia Saudita           | Non qualificata | - | - | - | -   |
| 1999 | Messico                  | Non qualificata | - | - | - | -   |
| 2001 | Corea del Sud / Giappone | Non qualificata | - | - | - | -   |
| 2003 | Francia                  | Non qualificata | - | - | - | -   |
| 2005 | Germania                 | Non qualificata | - | - | - | -   |
| 2009 | Sudafrica                | Non qualificata | - | - | - | -   |
| 2013 | Brasile                  | Non qualificata | - | - | - | -   |
| 2017 | Russia                   | Non qualificata | - | - | - | -   |

### Coppa dei Caraibi
| Anno | Luogo                                   | Piazzamento      | V | N | P | Gol  |
| ---- | --------------------------------------- | ---------------- | - | - | - | ---- |
| 1978 | Trinidad e Tobago                       | Non partecipante | - | - | - | -    |
| 1979 | Suriname                                | Non qualificata  | - | - | - | -    |
| 1981 | Porto Rico                              | Non partecipante | - | - | - | -    |
| 1983 | Guyana francese                         | Non partecipante | - | - | - | -    |
| 1985 | Barbados                                | Non qualificata  | - | - | - | -    |
| 1988 | Martinica                               | Non partecipante | - | - | - | -    |
| 1989 | Barbados                                | Secondo posto    | 1 | 1 | 1 | 4:3  |
| 1990 | Trinidad e Tobago                       | Primo turno      | 0 | 1 | 1 | 0:5  |
| 1991 | Giamaica                                | Non partecipante | - | - | - | -    |
| 1992 | Trinidad e Tobago                       | Non qualificata  | - | - | - | -    |
| 1993 | Giamaica                                | Non qualificata  | - | - | - | -    |
| 1994 | Trinidad e Tobago                       | Non qualificata  | - | - | - | -    |
| 1995 | Isole Cayman / Giamaica                 | Non qualificata  | - | - | - | -    |
| 1996 | Trinidad e Tobago                       | Non qualificata  | - | - | - | -    |
| 1997 | Antigua e Barbuda / Saint Kitts e Nevis | Quarto posto     | 1 | 1 | 2 | 6:8  |
| 1998 | Giamaica / Trinidad e Tobago            | Non qualificata  | - | - | - | -    |
| 1999 | Trinidad e Tobago                       | Primo turno      | 1 | 0 | 2 | 3:10 |
| 2001 | Trinidad e Tobago                       | Non qualificata  | - | - | - | -    |
| 2005 | Barbados                                | Non qualificata  | - | - | - | -    |
| 2007 | Trinidad e Tobago                       | Non qualificata  | - | - | - | -    |
| 2008 | Giamaica                                | Secondo posto    | 2 | 1 | 2 | 8:11 |
| 2010 | Martinica                               | Quarto posto     | 1 | 2 | 2 | 3:4  |
| 2012 | Antigua e Barbuda                       | Non qualificata  | - | - | - | -    |
| 2014 | Giamaica                                | Non qualificata  | - | - | - | -    |
| 2017 | Martinica                               | Non qualificata  | - | - | - | -    |

## Rosa attuale
Lista dei giocatori convocati per le gare di CONCACAF Nations League contro Giamaica e Suriname del 12 e 15 ottobre 2023.
Presenze e reti aggiornate al termine della seconda gara.
|  | P | Jason Belfon            | 03 luglio 1990   | 51 | 0 | ASOMS Paradise          |  |  |
|  | P | Reice Charles-Cook      | 8 aprile 1994    | 7  | 0 | Havant & Waterlooville  |  |  |
|  | P | Trishawn Thomas         | 25 gennaio 2003  | 2  | 0 | Queens Park Rangers SC  |  |  |
|  |   |                         |                  |    |   |                         |  |  |
|  | D | Kimron Marshall         | 28 febbraio 1993 | 18 | 1 | FC Camerhogne           |  |  |
|  | D | Benjamin Ettienne       | 17 febbraio 1993 | 15 | 0 | Queens Park Rangers SC  |  |  |
|  | D | Mackell Ganness         | 20 gennaio 1994  | 14 | 1 | Hurricanes SC           |  |  |
|  | D | Kayden Harrack          | 5 novembre 2003  | 11 | 0 | QPR                     |  |  |
|  | D | Josh Patrick Gabriel    | 30 novembre 1999 | 10 | 0 | svincolato              |  |  |
|  | D | Ryhim Griffith          | 21 maggio 2001   | 4  | 0 | FC Camerhogne           |  |  |
|  | D | Jacob Bedeau            | 24 dicembre 1999 | 3  | 0 | Morecambe               |  |  |
|  | D | Roman Charles-Cook      | 22 dicembre 2003 | 3  | 0 | Dover Athletic          |  |  |
|  |   |                         |                  |    |   |                         |  |  |
|  | C | Jacob Berkeley-Agyepong | 29 marzo 1997    | 14 | 1 | Gloucester City         |  |  |
|  | C | Trevon Williams         | 11 dicembre 1994 | 10 | 1 | Queens Park Rangers SC  |  |  |
|  | C | Ethan Telesford         | 13 novembre 2003 | 8  | 0 | FC Camerhogne           |  |  |
|  | C | Regan Charles-Cook      | 15 marzo 2000    | 7  | 0 | Eupen                   |  |  |
|  | C | Darius Johnson          | 15 marzo 2000    | 4  | 0 | Volendam                |  |  |
|  | C | Deon Phillip            | 30 gennaio 2004  | 4  | 0 | St.George Royal Cannons |  |  |
|  |   |                         |                  |    |   |                         |  |  |
|  | A | Saydrel Lewis           | 27 novembre 1997 | 36 | 8 | ASOMS Paradise          |  |  |
|  | A | Kairo Mitchell          | 21 ottobre 1997  | 19 | 3 | Rochdale                |  |  |
|  | A | Kharlton Belmar         | 15 marzo 2002    | 13 | 0 | Richmond Kickers        |  |  |
|  | A | Joshua Isaac            | 28 ottobre 2000  | 10 | 6 | ASOMS Paradise          |  |  |
|  | A | Jermaine Francis        | 15 marzo 2002    | 4  | 0 | Chelmsford City         |  |  |

## Record individuali
Record aggiornati al 15 ottobre 2023.
In grassetto i giocatori ancora in attività con la maglia della nazionale.

### Record presenze
| Pos. | Giocatore        | Presenze | Reti | Periodo   |
| ---- | ---------------- | -------- | ---- | --------- |
| 1    | Cassim Langaigne | 72       | 6    | 2004-2016 |
| 2    | Ricky Charles    | 71       | 37   | 1995-2011 |
| 3    | Anthony Modeste  | 67       | 13   | 1996-2011 |
| 4    | Patrick Modeste  | 53       | 6    | 1996-2015 |
| 5    | Jason Belfon     | 51       | 0    | 2013-     |
| 6    | Kithson Bain     | 49       | 17   | 2002-2015 |
| 6    | Marc Marshall    | 49       | 0    | 2004-2015 |
| 8    | Irvine Smith     | 40       | 0    | 2011-2021 |
| 9    | Shanon Phillip   | 39       | 0    | 2008-2018 |
| 10   | Jamal Charles    | 36       | 17   | 2015-     |
| 10   | Saydrel Lewis    | 36       | 8    | 2017-     |

### Record reti
| Pos. | Giocatore       | Reti | Presenze | Periodo   |
| ---- | --------------- | ---- | -------- | --------- |
| 1    | Ricky Charles   | 37   | 71       | 1995-2011 |
| 2    | Kithson Bain    | 17   | 49       | 2002-2015 |
| 2    | Jamal Charles   | 17   | 36       | 2015-     |
| 4    | Denis Rennie    | 14   | 28       | 1999-2008 |
| 5    | Anthony Modeste | 13   | 67       | 1996-2011 |
| 6    | Saydrel Lewis   | 8    | 36       | 2017-     |
| 7    | Jake Rennie     | 7    | 32       | 2008-2017 |
| 7    | Keith Fletcher  | 7    | 11       | 1990-2000 |

## Tutte le rose

### Gold Cup
CONCACAF Gold Cup 20091 Baptiste, 4 Langaigne, 5 James, 6 Marshall, 7 Bubb, 8 Facey, 9 R. Charles, 10 Bain, 11 A. Modeste, 12 Julien, 13 Leo, 14 D. Daniel, 15 R. Daniel, 16 Paul, 17 Brown, 18 Antoine, 19 Mark, 20 J. Rennie, 21 Joseph, 23 P. Modeste, 25 S. Rennie, 30 Noel, 33 J. Charles, CT: Taylor
CONCACAF Gold Cup 20111 Baptiste, 2 Cyrus, 3 S. Phillip, 4 Rocastle, 5 Langaigne, 6 Marshall, 7 Julien, 8 Facey, 9 Charles, 10 Bain, 11 A. Modeste, 12 Murray, 13 Leo, 14 Johnson, 15 Straker, 16 L. Joseph, 17 M. Phillip, 19 P. Modeste, 20 Rennie, 21 S. Joseph, 22 Bubb, 30 Louison, 34 Noel, CT: Adams
CONCACAF Gold Cup 20211 Belfon, 2 Ettienne, 3 Paul, 4 Pierre, 5 Beckles, 6 Norburn, 7 Frank, 8 McQueen, 9 Mitchell, 10 Lewis, 11 John-Brown, 12 Rei. Charles-Cook, 13 Reg. Charles-Cook, 14 Noel-Williams, 15 German, 16 Paterson, 17 Sterling, 18 Noel-McLeod, 19 Theodore, 20 Berkeley-Agyepong, 21 Gabriel, 22 Thomas, 23 Charles, CT: Findlay

## Commissari tecnici
- Rudi Gutendorf (1976)
- Carlos Cavagnaro (1986-1987)
- Carlos Alberto da Luz (2000)
- Franklyn Simpson (2002)
- Alister De Bellotte (2004)
- Anthony Benedict Modeste (2007-2008)*
- Norris Wilson (2008-2009)

- Tommy Taylor (2009-2010)
- Franklyn Simpson (2010-2011)
- Mike Adams (2011-2012)
- Alister De Bellotte (2012)
- Clark John (2013-2014)
- Anthony Benedict Modeste (2014-2015)

- Jorge Añón (2015)
- Andrew Munro (2016)
- Ashley Folkes (2017-2018)
- Shalrie Joseph (2018-2019)
- Andrew Munro (2019-2020)
- Michael Findlay (2021-2022)
- Anthony Benedict Modeste (2022-2023)
- Terry Connor (2023-2024)

*Commissario tecnico ancora in attività come giocatore.